# Norman Borlaug
Norman Ernest Borlaug (n. 25 martie 1914, Cresco⁠(d), Iowa, SUA – d. 12 septembrie 2009, Dallas, Texas, SUA) a fost un agronom, cercetător științific și laureat al Premiului Nobel, care a fost denumit părinte al Revoluției Verzi. Borlaug a fost una dintre cele doar cinci persoane care au fost simultan laureați ai Premiului Nobel pentru pace (1970), ai Medaliei Prezidențiale pentru libertate și ai Medaliei de aur a Congresului Statelor Unite ale Americii. Borlaug este, de asemenea, laureat al premiului Padma Vibhushan, a doua cea mai importanță distincție civilă din India. A fost ales ca membru de onoare al Academiei Române (în 2009).
S-a estimat că descoperirile și soiurile create de Borlaug au salvat viața a circa 245 de milioane de ființe umane din întreaga lume.
După terminarea studiilor de agronomie cu un doctorat în patologia plantelor și genetică la Universitatea statului Minnesota în 1942, Norman Borlaug a devenit un cercetător în Mexic, unde a creat și îmbunătățit diferite varietăți de grâu semi-pitice, foarte productive și rezistente la boli și agenți distructivi biologici.

## Tinerețea, educație, familie
Borlaug a fost strănepotul unor emigranți norvegieni. Ole Olson Dybevig și Solveig Thomasdotter Rinde, din Feios, un mic sat din Vik Kommune, Norvegia, au emigrat în Dane, Wisconsin, în 1854. Familia s-a mutat într-o comunitate mică norvegiano-american din Saude, aproape de Cresco, Iowa.
El era cel mai mare dintre cei patru copii - cele trei surori mai mici au fost Palma Lillian (Behrens, 1916-2004), Charlotte (Culbert;. n. 1919) și Helen (1921-1921).
Borlaug s-a născut ca și copilul lui Henry Oliver (1889-1971) și Clara (Vaala) Borlaug (1888-1972), la ferma bunicilor săi în Saude, în 1914. De la vârsta de șapte la nouăsprezece, a lucrat pe proprietatea de 43 ha a familiei, o fermă la vest de Protivin, Iowa, pescuia, vâna și cultiva porumb, ovăz, creștea vite, porci și pui. El frecventa școala rurală din Oregon, Howard County până la  clasa a opta. Astăzi, clădirea școlii, construit în 1865, este deținută de Borlaug Foundation Norman Heritage, ca parte din "Proiectul Borlaug Legacy".

## Cercetări în domeniul culturii grâului în Mexic

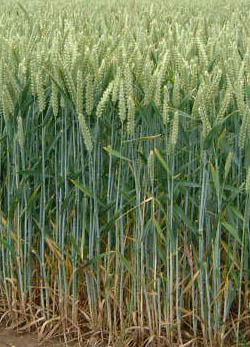
Grâul este cea mai răspândită plantă dintre toate cerealele.